# Порок (персонаж)
Порок (англ. Vice,  Luster) — в театральных постановках западноевропейского Средневековья — персонификация греха и Сатаны, который пытается совратить главного героя представления, однако в ходе спектакля к его концу оказывается побеждённым и посрамлённым.
Название Порок, англ. Vice происходит от латинского vitium, обозначающего неудача, несовершенство, дефект. К XVI столетию Порок, как и его вечный противник, олицетворяющий добродетель, становится одним из популярнейших персонажей английской театральной сцены. Он сменяет появлявшегося ранее в различных моралитэ и мистериях дьявола во плоти и служит очеловечиванию такого понятия, как зло, даруя ему различный людской облик. В то же время для его злых дел не существует никакой мотивации, он не конкретизируется на каком-нибудь человеке, но олицетворяет абстрактное Зло. В фигуре Порока виден переходный продукт от средневековой аллегорической к современной характерной роли. Персонифицированный Порок развился на протяжении истории европейского театра в образ порочного человека. Общее понятие «порочный» в современном театре уже не является внешним штампом, который необходимо было создавать искусственно для актёров при помощи «зловещего» грима, спецэффектов или соответствующего костюма. Порочная сущность ныне проявляется по ходу представления исходя из игры актёра, специфики поставленной перед ним задачи. Таким образом, чисто внешние проявления Порока заменяются его внутренним содержанием.
Дальнейшее развитие образ порока получил около 1600 года в шекспировских образах злодеев, таких, как Ричард III и Яго в Отелло. В XVII веке порок представлен в героях комедий Мольера «Скупой» и «Тартюф», в XVIII веке его признанным воплощением на сцене становится Мефистофель Гёте. К концу этого столетия, под влиянием идей Просвещения, в постановках источником Зла начинают признаваться также неравноправные и несправедливые общественные отношения (например, в Дон Жуане).
В конце XIX века усилилась работа над раскрытием внутренней жизни персонажей, их характерных особенностей путём их дальнейшей индивидуализации и разрушения привычного ролевого типажа — в этом отношении много сделал К. С. Станиславский. В то же время аллегорические фигуры некоторое время ещё вводились в театральные постановки и в XIX веке — прежде всего в мелодраму. В XX веке фигуру порочного злодея вводит в свои спектакли Бертольд Брехт.